# السبورة السوداء
السبورة السوداء (بالتركية: Kara Tahta)‏ هو مسلسل دراما تركي من بطولة فوركان انديتش، ميراي دانر وجنكيز بوزكورت. عرض أول حلقة من المسلسل على قناة تي أر تي 1 في 30 مارس 2022.

## القصة
يعود أطلس إلى مدينته التي ولد فيها وأحبها. غير مدركاً لما سيحدث حين تضعف الجذور التي تربطه بالماضي مع مرور الوقت. خاصة حين تظهر أرماك التي تركها وراءه منذ سنوات!